# ウィリアム・デイ
ウィリアム・ルーファス・デイ（William Rufus Day, 1849年4月17日 - 1923年7月9日）は、アメリカ合衆国の政治家、外交官、裁判官。1898年4月から9月までウィリアム・マッキンリー大統領の下で第36代アメリカ合衆国国務長官を務めた。

## 生涯
1849年4月17日、デイはオハイオ州ラヴェンナにおいて誕生した。デイは1866年にラヴェンナ高校を卒業し、1870年にミシガン大学を卒業した。デイは1871年までミシガン大学法学部で過ごし、法律を学んだ。デイは1872年に弁護士として認可を受け、オハイオ州カントンで弁護士業を開業した。
デイは共和党政治に参加し、ウィリアム・マッキンリーの親しい友人となった。デイは25年間にわたって、新興工業都市での刑事法や会社法を専門に扱った。デイはマッキンリーの法律および政治顧問として、マッキンリーの合衆国下院議員、オハイオ州知事、そして合衆国大統領への選出に貢献した。
デイは1886年から1890年まで民事訴訟裁判所裁判官を務めた。デイは1889年にオハイオ州北地区の合衆国地方裁判所裁判官に任命されたが、健康的理由により着任前に退いた。
1897年、マッキンリーが合衆国大統領に選出されると、デイは国務次官補に任命された。同時にジョン・シャーマンが国務長官に任ぜられたが、間もなくマッキンリーはシャーマンが自らの政権に適合しないと判断して1898年4月に更迭し、直ちにデイを後任の国務長官に据えた。
米西戦争が開戦すると、デイはスペインの植民地のうちキューバ以外はすべて、スペインによって管理されるべきであると主張した。だが最終的にデイは和平のため、マッキンリーの強硬な条件を受け入れた。デイは国務長官として、米西戦争においてスペイン以外の西ヨーロッパ諸国が中立であることを担保した。1898年8月、デイはスペインとの一時停戦協定に調印した。
デイは1898年9月に国務長官を退き、合衆国の和平委員会で議長となった。デイはスペインとの講和を協議した。そして1898年12月、デイはフランスのパリに赴き、スペインとパリ条約を調印した。
デイは1899年2月から1903年2月まで合衆国第6巡回区控訴裁判所裁判官を務めた。1903年3月から1922年11月まで合衆国最高裁判所陪席裁判官を務めた。
1923年7月9日、デイはミシガン州マッキノー島で死去した。デイの遺体はオハイオ州カントンのウェスト・ローン墓地に埋葬された。